# Красно (округ Партизанське)
Красно (словац. Krásno) — село, громада округу Партизанське, Тренчинський край. Кадастрова площа громади — 3.61 км².
Населення 465 осіб (станом на 31 грудня 2020 року).

## Історія
Красно згадується 1271 року.

## Населення
| Рік:            | 1994. | 2004.    | 2014.   | 2024.   |
| --------------- | ----- | -------- | ------- | ------- |
| Кількість осіб: | 569   | 490      | 497     | 518     |
| Різниця:        |       | -13,88 % | +1,42 % | +4,22 % |

| Рік:            | 2023. | 2024.   |
| --------------- | ----- | ------- |
| Кількість осіб: | 520   | 518     |
| Різниця:        |       | -0,38 % |